# Coupe latine de rink hockey 1990
Navigation
Coupe latine de rink hockey 1989 Coupe latine de rink hockey 1995
La Coupe latine de rink hockey 1990 est la 12e édition de la compétition organisée par le Comité européen de rink hockey. Cette édition a lieu à Anadia, au Portugal du 26 au 28 octobre 1990. L'Italie remporte pour la troisième fois ce tournoi.

## Déroulement
Les quatre équipes s'affrontent toutes une fois. 

## Classement et résultats
| Rang | Équipe   | Pts | J | G | N | P | Bp | Bc | Diff |  | Résultats |  |     |     |      |
| ---- | -------- | --- | - | - | - | - | -- | -- | ---- |  | --------- |  | --- | --- | ---- |
| 1    | Italie   | 5   | 3 | 2 | 1 | 0 | 28 | 8  | +20  |  | Italie    |  | 4-2 | 3-3 | 21-3 |
| 2    | Portugal | 4   | 3 | 2 | 0 | 1 | 19 | 8  | +11  |  | Portugal  |  |     | 4-3 | 13-1 |
| 3    | Espagne  | 3   | 3 | 1 | 1 | 1 | 18 | 11 | +7   |  | Espagne   |  |     |     | 12-4 |
| 4    | France   | 0   | 3 | 0 | 0 | 3 | 8  | 46 | -38  |  | France    |  |     |     |      |

## Sources
- (pt) Cet article est partiellement ou en totalité issu de l’article de Wikipédia en portugais intitulé « Taça Latina de 1990 » (voir la liste des auteurs).